# Roger Chartier
Roger Chartier (Lyon, 9 de diciembre de 1945), es un historiador francés, líder y máximo representante de la Escuela de los Annales en la actualidad. Gran referente mundial de la nueva historia cultural, su investigación se especializó en la historia del libro y historia de la lectura en la Francia de la modernidad temprana. 
En 1992 ganó el Gran Premio Gobert por la totalidad de su obra.
Fue profesor de la Universidad de Pensilvania y del Collège de France, director de estudios en la École des Hautes Études en Sciences Sociales (EHESS).

## Trayectoria
Estudió la secundaria en el instituto Ampère de Lyon. Entre 1964 y 1969 estudió en la École normale supérieure de Saint-Cloud y paralelamente se licenció en la Sorbona. Chartier logró la agregación de historia en 1969.
Trabajó de inmediato como profesor en el instituto Louis-le-Grand de París. Pero ya en 1970 entró como profesor ayudante de Historia Moderna en la Universidad de París y, luego, como director de estudios en la Escuela Superior de Estudios en Ciencias Sociales, hasta 2006. 
Precisamente en 2006 fue nombrado profesor del Collège de France, en la cátedra «Écrit et cultures dans l'Europe moderne», donde pretende, de acuerdo con la lección inaugural, seguir estudiando las relaciones entre escritura y cultura en la Historia Moderna.
Chartier participa en la emisión de los lunes de historia en France Culture. Ha sido distinguido con la Annual Award de la American Printing History Association, 1990; el gran premio de historia (prix Gobert) de la Académie française en 1992; es doctor honoris causa de la Universidad Carlos III (Madrid) y de la Universidad Nacional de Córdoba en Argentina; y Fellow de la British Academy.
Destaca de su L'éducation en France du XVIe au XVIIIe siècle; su dirección, con H.-J. Martin, de la Histoire de l'édition française. Asimismo ha dirigido Les usages de l'imprimé (París, Fayard, 1987); La correspondance. Les usages de la lettre au XIXe siècle (París, Fayard, 1991). 
Ha colaborado en importantes obras colectivas, con D. Roche, «Le livre. Un changement de perspective», en J. Le Goff y P. Nora (dir.), Hacer la historia, III, Barcelona, Laia, 1980 (or. Gallimard, 1974), y en La nouvelle histoire, París, Retz, 1978, dir por J. Le Goff y J. Revel. Además ha sido responsable del tomo 3º de la Historia de la vida privada, dirigida por Ariès y Duby (Madrid, Taurus, 1989; or. 1985), siendo autor del capítulo «Las prácticas de lo escrito». También cabe mencionar su L'Ordre des livres. Lecteurs, auteurs, bibliothèques en Europe entre XIVe et XVIIIe siècle.

## Obras
- L'Éducation en France du S.XVI au XVIII (con Marie-Madeleine Compère et Dominique Julia), París, Société d’édition d’enseignement supérieur, 1976.
- Histoire de l’édition française (dirección con Henri-Jean Martin), 4 volúmenes (1983–1986), 2ª ed., Fayard y Cercle de la librairie, 1989–1991.
- Lectures et lecteurs dans la France d’Ancien Régime, Le Seuil, 1987.
- Les origines culturelles de la Révolution française, reedición, Le Seuil, 1990. Tr. Espacio público, crítica y desacralización en el siglo XVIII. Los orígenes culturales de la Revolución francesa, Gedisa, 1995
- La Correspondance. Les usages de la lettre au S. XIX (dirección), Fayard, 1991.
- L'Ordre des livres. Lecteurs, auteurs, bibliothèques en Europe entre S.XIV et S.XVIII, Aix-en-Provence, Alinea, 1992. Tr. El orden de los libros. Lectores, autores, bibliotecas en Europa entre los siglos XIV y XVIII, Gedisa, 1996.
- «El hombre de letras», en M. Vovelle (ed.), El hombre de la Ilustración, Alianza, 1995 (or. 1992).
- Pratiques de la lecture, Payot, 1993, dirigido por R. Ch.
- El mundo como representación. Historia cultural: entre práctica y representación, Gedisa, 1996 (3ª ed.; originales de 1983-1990); (2ª ed.; or. 1992); (or. 1991);
- Libros, lecturas y lectores en la Edad Moderna, Alianza, 1993 (originales de 1987-1991)
- Sociedad y escritura en la Época Moderna. La cultura como apropiación, México, Inst. Mora, 1995.
- Le Livre en révolutions, París, Textuel, 1997, entrevistas con Jean Lebrun.
- Histoire de la lecture dans le monde occidental (dirección con Guglielmo Cavallo, 1995), red. París, Le Seuil, 2001. Tr. Historia de la lectura en el mundo occidental, Taurus, 1998, con G. Cavallo.
- Au bord de la falaise. L'histoire entre certitudes et inquiétude, Albin Michel, 1998, recopilación de artículos; la segunda parte recoge * * Escribir las prácticas. Foucault, De Certeau, Marin, Buenos Aires, Manantial, 1996.